# Mario & Sonic ai Giochi olimpici di Rio 2016
Mario & Sonic ai Giochi olimpici di Rio 2016 (リオのマリオ＆ソニックAT北京オリンピック?, Mario to Sonikku at Rio Orinpikku, lett. Mario & Sonic alle Olimpiadi di Rio) è il quinto capitolo della serie di Mario & Sonic, pubblicato per Nintendo 3DS a febbraio 2016 in Giappone e nel marzo dello stesso anno in Nord America, e nel mese di aprile 2016 per l'Europa e l'Australia.  È uscito per Wii U in tutto il mondo nel mese di giugno 2016. Il gioco è stato sviluppato da Sega Sports R & S, con l'assistenza di Arzest e Spike Chunsoft, e pubblicato da Nintendo.

## Sviluppo
Il gioco è stato rivelato sul sito web di Nintendo giapponese il 30 maggio 2015. Come i giochi precedenti, il gioco è stato ufficialmente concesso in licenza da parte del Comitato Olimpico Internazionale. Entrambe le versioni del gioco furono previste per uscire nel 2016 in tutto il mondo. Poi è stata annunciata anche un'edizione per arcade del gioco dalla Sega, uscita in Giappone sempre nel corso del 2016. Fu inoltre previsto l'uscita anche in Nord America nel corso del 2016 e in Europa successivamente.

## Sport (Nintendo 3DS)
Nel gioco sono presenti 14 diversi sport olimpici, direttamente selezionabili e giocabili da parte del giocatore nella modalità principale Rio 2016. Ogni disciplina ha una propria variante chiamati Eventi Plus, degli Eventi Sogno già visti nei quattro precedenti capitoli della serie.
- Calcio
- Golf
- 100m
- 110m a ostacoli
- Salto in lungo
- Lancio del giavellotto
- Nuoto 100m Stile Libero
- Tiri con l'Arco (Individuale)
- Pugilato
- Tennis Tavolo (Individuale)
- Beach Volley
- Equitazione (Salto a Ostacoli)
- Ciclismo BMX
- Ginnastica Ritmica (Cerchio)

## Eventi (Verso Rio)
Alcuni degli eventi del precedente capitolo dei giochi estivi della versione 3DS, sono tornati come eventi per l'allenamento del proprio Mii nella modalità Storia.
- Salto con l'asta
- Keirin
- 100 m Dorso
- Hockey su prato
- Badminton (Individuale)
- Salto triplo
- Lancio del peso
- Nuoto sincronizzato (Squadre)
- Trampolino elastico
- Nuoto sincronizzato (Coppie)
- 1000 m Kayak (Individuale)
- Staffetta 4x100 m
- 1500 m
- Pallanuoto
- 100 m Rana
- Rafting (Coppie)
- Pallamano
- Badminton (Coppie)
- Tiro al piattello
- Canottaggio a 4
- Ginnastica - Anelli
- Scherma - Epée
- Tuffi sincronizzati (Coppie)
- Vela - 470
- Pistola a fuoco rapido - 25 m
- Taekwondo
- Maratona di nuoto - 10 km
- Lancio del martello
- Pallacanestro
- 3000 m siepi

## Personaggi (versione 3DS)[5]
Come nella versione Nintendo 3DS del terzo capitolo, i personaggi sono qualificati per partecipare solo ad alcune fra le varie discipline con qualche differenza:
- Mario, Sonic e i Mii possono essere selezionati in tutti gli eventi;
- I "veterani" della serie possono essere selezionati solamente in 2 eventi;
- I "nuovi arrivati" possono essere selezionati solamente in 1 evento;

| Squadra Mario | Eventi                         | Squadra Sonic | Eventi                                |
| ------------- | ------------------------------ | ------------- | ------------------------------------- |
| Mario         | Tutti                          | Sonic         | Tutti                                 |
| Luigi         | Tennis tavolo 110 m a ostacoli | Tails         | 100 m Stile libero Beach Volley       |
| Peach         | Golf 100 m Stile libero        | Amy           | 100 m Stile libero Ginnastica Ritmica |
| Daisy         | Calcio Ginnastica Ritmica      | Knuckles      | Giavellotto Pugilato                  |
| Bowser        | Golf Pugilato                  | Vector        | Golf Tennis tavolo                    |
| Bowser Junior | Salto in lungo Equitazione     | Dr. Eggman    | 110 m a ostacoli Equitazione          |
| Yoshi         | Calcio 100 m                   | Blaze         | Equitazione Ginnastica Ritmica        |
| Donkey Kong   | Pugilato Beach Volley          | Metal Sonic   | 100 m BMX                             |
| Wario         | Giavellotto Tiro con l'arco    | Shadow        | Calcio 100 m                          |
| Waluigi       | Salto in lungo BMX             | Silver        | 110 m a ostacoli Tiro con l'arco      |
| Strutzi       | Tiro con l'arco                | Cream         | Beach Volley                          |
| Diddy Kong    | 110 m a ostacoli               | Espio         | Salto in lungo                        |
| Rosalinda     | Ginnastica Ritmica             | Sticks        | Tiro con l'arco                       |
| Tartosso      | BMX                            | Omega         | Giavellotto                           |
| Skelobowser   | Giavellotto                    | Jet           | Calcio                                |
| Ruboniglio    | 100 m                          | Wave          | BMX                                   |
| Ludwig        | Tennis tavolo                  | Eggman Nega   | Salto in lungo                        |
| Roy           | Beach Volley                   | Zazz          | Tennis tavolo                         |
| Larry         | Equitazione                    | Zavok         | Pugilato                              |
| Wendy         | 100 m Stile libero             | Rouge         | Golf                                  |

### Personaggi giocabili (Calcio)
- Toad: Squadra di Mario, Squadra di Mii
- Chao: Squadra di Sonic, Squadra di Mii (Palestra di Sonic)
- Yoshi: Squadra di Yoshi
- G.U.N. Robot: Squadra di Shadow
- Strutzi: Squadra di Daisy
- Egg Pawn: Squadra di Jet

### Avversari (Verso Rio)
- Mii (Tutti)
- Squadra Tipo Timido rosso (Staffetta 4x100 m)
- Squadra Tipo Timido verde (Staffetta 4x100 m)
- Squadra Tipo Timido blu (Staffetta 4x100m)

### Arbitri
- Charmy
- Toad
- Chao
- Orbot e Cubot

## Compatibilità con gli amiibo (Nintendo 3DS)
Nella versione 3DS gli amiibo possono essere usati (tramite il lettore NFC venduto separatamente per 3DS/3DS XL/2DS o tramite il lettore NFC del touch screen per New 3DS/New 3DS XL) per potenziare i costumi di Mario e Sonic per 24 ore, rispettivamente nei costumi di Mario Dorato e Super Sonic.

### Amiibo compatibili
Serie Super Mario
- Mario

Serie Super Smash Bros.
- Mario
- Dr. Mario
- Sonic

Serie 30th Anniversary
- Mario (colori classici)
- Mario (colori moderni)

## Sport (Wii U)[6]
Nel gioco sono presenti 14 diversi sport olimpici, direttamente selezionabili e giocabili da parte del giocatore nella modalità principale. 
- Rugby a 7
- Calcio
- 100m
- Staffetta 4x100m
- 100m Stile libero
- Salto triplo
- Pugilato
- BMX
- Beach Volley
- Equitazione (Salto Ostacoli)
- Tennis tavolo (Individuale)
- Tiro con l'arco (Individuale)
- Lancio del giavellotto
- Ginnastica Ritmica (Clavette)

A differenza della sua versione per Nintendo 3DS, la versione Wii U non presenta eventi Plus ma aggiunge 3 sport chiamati Eventi Sfida; le Sfide sono paragonabili agli Eventi Sogno delle precedenti versioni del gioco con l'unica differenza che gli eventi si svolgono sempre nella città ospite e non nel mondo di Mario o Sonic.
- Sfida a Rugby a 7
- Sfida a Calcio
- Sfida a Beach Volley

## Personaggi (Wii U)[6]
I personaggi nella versione Wii U sono divisi in "veterani" e "ospiti speciali". I "veterani" (inclusi i Mii) possono essere usati in tutti gli eventi mentre gli "ospiti speciali" (personaggi introdotti in questo capitolo) possono essere giocati in 1 solo sport.
| Squadra Mario | Eventi                 | Squadra Sonic | Eventi          |
| ------------- | ---------------------- | ------------- | --------------- |
| Diddy Kong    | Rugby a 7              | Jet           | Calcio          |
| Ruboniglio    | 100 m                  | Rouge         | Beach Volley    |
| Wendy         | 100 m Stile libero     | Wave          | BMX             |
| Larry         | Equitazione            | Espio         | Salto triplo    |
| Rosalinda     | Ginnastica Ritmica     | Zavok         | Pugilato        |
| Toad          | Staffetta 4x100 m      | Sticks        | Tiro con l'arco |
| Skelobowser   | Lancio del giavellotto | Zazz          | Tennis tavolo   |

## Benvenuti a Rio (Wii U)[6]
Benvenuti a Rio è la modalità esclusiva per Wii U. In questa modalità il proprio Mii dovrà decidere se allearsi con la squadra Mario o con la squadra Sonic per competere con la squadra avversaria e vincere le competizioni per poter salire sul podio.

## Compatibilità con gli amiibo (Wii U)[6]
A differenza della versione per 3DS, nella versione Wii U (toccando il sensore NFC con un amiibo una volta al giorno) si potrà accedere alla Lega Mario o alla Lega Sonic; in base alla lega scelta si dovrà competere con il proprio Mii contro personaggi della serie Mario o della serie Sonic per vincere premi di vario tipo.

## Doppiaggio italiano
I personaggi della serie di Sonic sono stati doppiati per la sesta volta in varie lingue d'Europa tra cui in italiano e per la seconda volta nella serie di Mario & Sonic ai Giochi Olimpici dopo Mario & Sonic ai giochi olimpici invernali di Sochi 2014. Wave the Swallow (entrambe le versioni) e Big the Cat (versione Wii U) sono stati doppiati per la prima volta in assoluto in tutte e cinque le lingue europee del sistema PAL, tra cui l'italiano.
| Personaggio | Doppiatore italiano  |
| ----------- | -------------------- |
| Sonic       | Renato Novara        |
| Tails       | Benedetta Ponticelli |
| Dr. Eggman  | Aldo Stella          |
| Eggman Nega | Aldo Stella          |
| Knuckles    | Maurizio Merluzzo    |
| Amy         | Serena Clerici       |
| Shadow      | Claudio Moneta       |
| Silver      | Davide Albano        |
| Blaze       | Tania De Domenico    |
| Vector      | Diego Sabre          |
| Cream       | Sabrina Bonfitto     |
| Espio       | Silvio Pandolfi      |
| Omega       | Marco Pagani         |
| Rouge       | Jasmine Laurenti     |
| Charmy      | Emanuela Pacotto     |
| Big         | Andrea De Nisco      |
| Sticks      | Anna Mazza           |
| Jet         | Andrea De Nisco      |
| Wave        | Deborah Morese       |
| Zavok       | Gianni Gaude         |
| Zazz        | Diego Sabre          |
| Orbot       | Massimo Di Benedetto |
| Cubot       | Luca Sandri          |